# Валадор
Валадо́р (рос. Валадор) — присілок у Вавозькому районі Удмуртії, Росія.

## Населення
Населення — 60 осіб (2010; 65 в 2002).
Національний склад (2002):
- удмурти — 94 %

## Господарство
У присілку діє пором через річку Валу на правий берег до присілка Інга.
Урбаноніми:
- вулиці — Широка